# Ilona Eibenschütz
Ilona Eibenschütz (Budapest, Hongria, 8 de maig de 1873 - Londres, Regne Unit, 21 de maig de 1967) fou una pianista hongaresa.

## Context familiar
Ilona va néixer en una família de músics. Els seus pares van ser David i Marie Eibenschütz. David Eibenschütz (1828-1910) va ser comerciant i cantor, i junt amb Marie Eibenschütz (1826-1906) —Marie Stern, de soltera— van tindre (aproximadament) 8 fills. D’aquests, sabem que 3 es dedicaren al món de l’art i la música; Siegmund, Gina i Ilona Eibenschütz. Siegmund Eibenschütz (1856-1922) va ser director d’orquestra i de teatre —junt amb Ilona emprendria gires per tot Europa. D’altra banda, Gina Eibenschütz Schiff (1869-1956) va ser actriu.
De la família dels Eibenschütz també són rellevants les figures dels oncles i del cosí d’Ilona. Els primers, Karl Friedrich Eibenschütz (1829-1874) i Adele Marochetti Eibenschütz (1833-1893) foren reconeguts cantants d’òpera de l’època. Es diu que el seu fill, Albert Maria Eibenschütz (1857-1930) pianista i deixeble d’Anton Rubinstein (1829-1894).

## Inicis de la carrera pianística
El primer contacte de l’Ilona amb el piano va ser de la mà de Albert Eibenschütz, el seu cosí, i de Carl Marek, de qui no tenim més informació.
Es diu que quan Ilona tenia sis anys va tocar per a Franz Liszt i arribaren a tocar duets a quatre mans en aquest encontre. Liszt va recomanar que anés a estudiar al Conservatori de Viena. Allí va estudiar junt amb Hans Schmitt fins que es va graduar.
Amb nou anys va oferir el seu primer concert públic a Viena, tocant el concert per a piano de Mozart en Re Menor K. 466 amb l’Orquestra Simfònica de Viena. D’aquest concert va nàixer una amistat entre l’Ilona i Ignaz Bösendorfer(1796-1859), el constructor de pianos. L’anècdota conta que quan li preguntaren a Ilona si li agradava el piano del que disposava per al concert, ella va contestar: “Està bé, però, no podria tindre un Bösendorfer?”. El constructor s'enterà i des d’aquest moment va proveir per als concerts d’Ilona els millors instruments.
Durant els seus anys estudiant al Conservatori de Viena a realitzar gires de concerts per ciutats alemanes, Països d’Europa i Rússia.

## Estudis amb Clara Wieck Schumann
L’Ilona es va graduar als 12 anys. En aquest moment, els seus mestres consideraren que estava preparada per a estudiar junt amb un pianista de renom. Comptava amb dues opcions; l’Anton Rubinstein -fundador del Conservatori de San Petersburg, també havia estat el professor del seu cosí, l’Albert- i la Clara Wieck Schumann (1819-1896). Com que el primer passava molt de temps fora viatjant, aquesta opció va quedar descartada i l’Ilona va audicionar per a passar a ser alumna de Wieck. Ilona va estudiar durant 4 anys amb Clara en Frankfurt, quatre anys durant els quals va aturar temporalment la seua activitat com a concertista per tal de poder centrar-se plenament en l’estudi del piano.
Ilona va reprendre la seua activitat com a concertista al voltant de 1889, i en 1890 va fer el seu debut junt amb l'Orquestra de Berlin tocant el Concert en La Menor de Robert Schumann. També realitzà els seus debuts a Londres en 1891 i a Viena en 1892, amb un programa que incloïa la sonata de Beethoven op. 111 i els estudis simfònics de Schumann.
La carrera pública de la Ilona Eibenschütz es va prolongar tan sols durant 10 anys. En aquest curt període, va oferir concerts en Itàlia, Àustria, Holanda, Alemanya, França i Anglaterra.

## Amistat amb Johannes Brahms
L'Ilona Eibenschütz va conèixer el Johannes Brahms (1833-1897) el primer any que estudià amb Clara Schumann. Per a ella aquest encontre amb el gran músic va ser un dels més significatius de la seua vida. Poc temps més tard, Brahms va escoltar tocar a Ilona en un encontre de l'Associació de Música de Viena, del que el mateix compositor era president. Aquella nit, durant el sopar, l’Ilona es va haver de sentar junt amb Johannes i va ser en aquest moment quan se va formar el vincle d’amistat entre els dos músics. La família Eibenschütz i Brahms veranejaven en la ciutat de Ischl i açò va afavorir el manteniment d’aquesta amistat.
Brahms va sentir un gran respecte per Ilona Eibenschüt i tocava per a ella les seues peces que acabava de compondre L'estiu de 1983, Ilona va ser la primera en escoltar les peces del op. 118 i op. 119, i en 1894 va ser l'encarregada d'estrenar-les a Londres.

## Matrimoni i fi de la seua carrera com a concertista
En un dels seus viatges a Londres, l’Ilona va conèixer un ric corredor de borsa i violinista amateur: el Carl Derenburg. Els dos sentiren una atracció inmediata per l’altre, i en un començament, els plans de tocar sonates junts es convertiren en plans de boda. S'establiren en una casa gran, en Hyde Park, Londres. Com a conseqüència del seu nou estat civil, Ilona va abandonar la vida com a concertista. Les convencions de l’època pressionaven les dones per a quedar-se en casa junt als homes, no obstant, aquesta decisió no va semblar forçada en l’Ilona. En ningun dels seus escrits o diaris es pot notar penediment per part de l’Ilona pel camí que va prendre.

## Últims dies
Ilona Eibsenschütz va ser la última alumna de Clara Schumann amb vida. Va faltar el 21 de maig de 1967.

## Pàgines web relacionades
- Objekt-Metadaten (hfmt-hamburg.de)